# 南山的部長們
《南山的部長們》（：／）是一部2020年上映的韓國劇情片，由《內部者們》、《麻藥王》的導演禹民鎬執導，李炳憲、李聖旻、郭到元、李熙俊及金素辰主演，於2020年1月22日在韓國上映。
该片代表韓國角逐2021年第93屆奧斯卡金像獎最佳國際電影獎，但沒有進入最終提名名單。

## 劇情概要
改編自韓國記者金忠植敘述韓國中央情報部（現韓國国家情报院）歷代部長事跡的同名報導文學，擷取其中兩名部长金载圭和金炯旭的故事为中心重新创作而成。
1979年下半年，YH贸易女工笼城事件、新民党总裁金泳三的国会议员除名事件以及10月的釜马事件先后爆发，政局不定。中央情报部金载圭和强硬派总统警卫室室长发生摩擦，朴正熙对他逐渐反感和不信任。1979年10月26日，在汉城（今首尔）钟路区宫井洞中央情报部招待所，朴正熙和总统警卫室室长在宴会酒席中被金载圭用手枪射殺。

## 演员阵容

### 主要人物
- 李炳憲 飾演 金規泙（影射金載圭）
- 李星民 飾演 朴總統（影射朴正熙）
- 郭到元 飾演 朴勈愨（影射金炯旭）
- 李熙俊 飾演 郭尚川（影射車智澈）
- 金素辰 饰演 黛博拉·申

### 其他人物
- 徐賢宇 飾演 全斗赫（影射全斗煥）
- 池贤俊（朝鲜语：지현준） 饰演 咸大勇
- 朴成根（朝鲜语：박성근 (배우)） 饰演 姜昌洙
- 朴止一（朝鲜语：박지일 (배우)） 飾演 金桂勳（影射金桂元）
- 李泰亨（朝鲜语：이태형 (1981년)） 饰演 俞东勋
- 周錫泰 饰演 申益治
- 李道国（朝鲜语：이도국） 饰演 礼宾課长
- 金胜勋（朝鲜语：김승훈 (배우)） 饰演 林教授
- 金珉賞 飾演 張勝昊（影射鄭昇和）
- 李养熙（朝鲜语：성민수 (배우)） 饰演 金议员
- 曹慧朱 饰演 女大学生
- 金明善（朝鲜语：차희 (1988년)） 饰演 张夫人
- 李荷英 饰演 小夫人
- 孙炳旭（朝鲜语：손병욱） 饰演 探员
- 朴铉宇（朝鲜语：박현우 (배우)） 饰演 警卫员
- 崔在勋（朝鲜语：최재훈 (배우)） 饰演 警卫员
- 赵英圭（朝鲜语：조영규 (배우)） 饰演 警卫员
- 李秀光（朝鲜语：이수광 (배우)） 饰演 宫井洞探员
- 朴基万（朝鲜语：박기만） 饰演 宫井洞探员
- 金洛均（朝鲜语：김낙균） 饰演 宫井洞探员
- 孙仁勇（朝鲜语：손인용） 饰演 宫井洞管家
- 朴素允（朝鲜语：박소윤） 饰演 玄海滩女职员
- 柳正浩（朝鲜语：유정호） 饰演 黑暗中的男子

### 特别出演
- 金弘波 饰演 尹大使（影射李相悅（朝鲜语：이상열））

## 奖项荣誉
| 年份 | 颁奖礼                     | 奖项                   | 入围者                 | 结果 | 备注        |
| ---- | -------------------------- | ---------------------- | ---------------------- | ---- | ----------- |
| 2020 | 第25届春史国际电影节       | 最佳导演               | 禹民鎬                 | 提名 | [ 3 ] [ 4 ] |
| 2020 | 第25届春史国际电影节       | 最佳男主角             | 李炳憲                 | 獲獎 | [ 3 ] [ 4 ] |
| 2020 | 第25届春史国际电影节       | 最佳男配角             | 李聖旻                 | 獲獎 | [ 3 ] [ 4 ] |
| 2020 | 第25届春史国际电影节       | 最佳男配角             | 李熙俊                 | 提名 | [ 3 ] [ 4 ] |
| 2020 | 第25届春史国际电影节       | 最佳女配角             | 金素辰                 | 提名 | [ 3 ] [ 4 ] |
| 2020 | 第56屆百想藝術大獎         | 电影部门 最佳电影      | 《南山的部长们》       | 提名 | [ 5 ] [ 6 ] |
| 2020 | 第56屆百想藝術大獎         | 电影部门 最佳导演      | 禹民鎬                 | 提名 | [ 5 ] [ 6 ] |
| 2020 | 第56屆百想藝術大獎         | 电影部门 最佳男主角    | 李炳憲                 | 獲獎 | [ 5 ] [ 6 ] |
| 2020 | 第56屆百想藝術大獎         | 电影部门 最佳剧本      | 禹民镐、李智敏         | 提名 | [ 5 ] [ 6 ] |
| 2020 | 第56屆百想藝術大獎         | 技术奖                 | 金瑞熙（妆发）         | 獲獎 | [ 5 ] [ 6 ] |
| 2020 | 第29屆釜日電影獎           | 最佳电影               | 《南山的部长们》       | 提名 |             |
| 2020 | 第29屆釜日電影獎           | 最佳导演               | 禹民鎬                 | 提名 |             |
| 2020 | 第29屆釜日電影獎           | 最佳男主角             | 李炳憲                 | 獲獎 |             |
| 2020 | 第29屆釜日電影獎           | 最佳男配角             | 李熙俊                 | 獲獎 |             |
| 2020 | 第29屆釜日電影獎           | 最佳女配角             | 金素辰                 | 提名 |             |
| 2020 | 第29屆釜日電影獎           | 最佳剧本               | 禹民镐、李智敏         | 提名 |             |
| 2020 | 第29屆釜日電影獎           | 最佳摄影               | 高乐善                 | 提名 |             |
| 2020 | 第29屆釜日電影獎           | 最佳配乐               | 曹英沃                 | 提名 |             |
| 2020 | 第29屆釜日電影獎           | 最佳美术指导           | 曹和成、朴圭彬         | 提名 |             |
| 2020 | 第40届韩国电影评论家协会奖 | 最佳电影               | 《南山的部长们》       | 獲獎 |             |
| 2020 | 第40届韩国电影评论家协会奖 | 十佳电影               | 《南山的部长们》       | 獲獎 |             |
| 2020 | 第40届韩国电影评论家协会奖 | 最佳男主角             | 李炳憲                 | 獲獎 |             |
| 2020 | 第14屆亞洲電影大獎         | 亞洲電影大獎最佳男主角 | 李炳憲                 | 獲獎 |             |
| 2020 | 第7届韓國電影製作人協會獎  | 最佳导演               | 禹民鎬                 | 獲獎 |             |
| 2020 | 第7届韓國電影製作人協會獎  | 最佳美术指导           | 曹和成、朴圭彬         | 獲獎 |             |
| 2020 | Cine 21电影奖              | 最佳剧本               | 禹民镐、李智敏         | 獲獎 | [ 7 ]       |
| 2021 | 第41屆青龍電影獎           | 最佳电影               | 《南山的部长们》       | 獲獎 | [ 8 ]       |
| 2021 | 第41屆青龍電影獎           | 最佳导演               | 禹民镐                 | 提名 | [ 9 ]       |
| 2021 | 第41屆青龍電影獎           | 最佳男主角             | 李炳憲                 | 提名 | [ 9 ]       |
| 2021 | 第41屆青龍電影獎           | 最佳男配角             | 李聖旻                 | 提名 | [ 9 ]       |
| 2021 | 第41屆青龍電影獎           | 最佳男配角             | 李熙俊                 | 提名 | [ 9 ]       |
| 2021 | 第41屆青龍電影獎           | 最佳剧本               | 禹民镐、李智敏         | 提名 | [ 9 ]       |
| 2021 | 第41屆青龍電影獎           | 最佳摄影照明           | 高乐彬、李承彬         | 提名 | [ 9 ]       |
| 2021 | 第41屆青龍電影獎           | 最佳剪辑               | 郑智恩                 | 提名 | [ 9 ]       |
| 2021 | 第41屆青龍電影獎           | 最佳美术指导           | 曹和成、朴圭彬         | 提名 | [ 9 ]       |
| 2021 | 第41屆青龍電影獎           | 最佳配乐               | 曹英沃                 | 提名 | [ 9 ]       |
| 2021 | 第41屆青龍電影獎           | 技术奖                 | 郭泰容、黄孝均（化妆） | 提名 | [ 9 ]       |

## 外部連結
- NAVER上《南山的部長們》的資料
- Daum上《南山的部長們》的資料

- 韩国电影数据库（KMDb）上《南山的部長們》的資料
- 互联网电影数据库（IMDb）上《南山的部長們》的资料（英文）
- 開眼電影網上《南山的部長們》的資料（繁體中文）
- Yahoo奇摩電影上《南山的部長們》的資料（繁體中文）
- 豆瓣电影上《南山的部長們》的資料 （简体中文）
- MOVIST上《南山的部长们》的资料 （页面存档备份，存于） 